# Puchar Spenglera 2007
81. edycja Puchar Spenglera – rozegrana została w dniach 26–31 grudnia 2007 roku. Wzięło w niej udział pięć zespołów. Mecze rozgrywane były w hali Vaillant Arena.
Do turnieju oprócz drużyny gospodarzy HC Davos oraz tradycyjnie uczestniczącego Teamu Canada zaproszono trzy drużyny: Saławat Jułajew Ufa, Adler Mannheim oraz HC Pardubice. Po zakończeniu fazy grupowej w której każda z drużyn zagrała po cztery spotkania systemem każdy z każdym odbyło się finałowe spotkanie w którym uczestniczyły dwie najlepsze drużyny fazy grupowej.
Obrońcą tytułu mistrzowskiego była drużyna gospodarzy - HC Davos, która w finale pokonała Team Canada 3:2.

## Faza Grupowa
Tabela
Lp. = lokata, M = liczba rozegranych spotkań, W = Wygrane, WpD = Wygrane po dogrywce lub karnych, PpD = Porażki po dogrywce lub karnych, P = Porażki, G+ = Gole strzelone, G- = Gole stracone, Pkt = Liczba zdobytych punktów
| Lp. | Zespół              | M | W | WpD | PpD | P | G + | G - | +/- | Pkt |
| --- | ------------------- | - | - | --- | --- | - | --- | --- | --- | --- |
| 1   | Team Canada         | 4 | 3 | 1   | 0   | 0 | 17  | 9   | +8  | 8   |
| 2   | Saławat Jułajew Ufa | 4 | 2 | 2   | 0   | 0 | 18  | 10  | +8  | 4   |
| 3   | Adler Mannheim      | 4 | 2 | 2   | 0   | 0 | 10  | 15  | -5  | 4   |
| 4   | HC Pardubice        | 4 | 1 | 2   | 0   | 1 | 9   | 14  | -5  | 3   |
| 5   | HC Davos            | 4 | 1 | 3   | 0   | 0 | 11  | 17  | -6  | 3   |

Mecze
| 26 grudnia 2007 | HC Davos | 2:3 | Adler Mannheim | Vaillant Arena |

| Godzina: 15:00 | A. Daigle 29:58 (PP) M. Riesen 51:36 (EQ) |  | J. Shantz 03:17 (EQ) M. Kink 12:55 (EQ) R. Corbet 48:51 (EQ) |  |

| 26 grudnia 2007 | Team Canada | 4:3 pk. | HC Pardubice | Vaillant Arena |

| Godzina: 20:15 | R. Jackman 22:51 (EQ) K. Law 27:35 (PP) J. P. Vigier 32:57 (PP) |  | L. Pivko 15:53 (PP) T. Rolinek 22:18 (SH) M. Tvrdík 48:35 (PP) |  |

| 27 grudnia 2007 | HC Pardubice | 0:5 | Saławat Jułajew Ufa | Vaillant Arena |

| Godzina: 15:00 |  |  | A. Pierieżogin 08:08 (PP) R. Nurtdinow 34:34 (PP) A. Pierieżogin 37:38 (EQ) W. Proszkin 42:23 (PP) I. Wołkow 50:51 (PP) |  |

| 27 grudnia 2007 | HC Davos | 2:6 | Team Canada | Vaillant Arena |

| Godzina: 20:15 | M. Maneluk 13:59 (PP) J. Marha 24:17 (PP) |  | M. Siklenka 08:36 (PP) Y. Tremblay 27:19 (PP) A. Benoit 30:43 (PP) J. P. Vigier 40:47 (EQ) R. Keller 56:05 (PP) S. Aubin 58:32 (EQ) |  |

| 28 grudnia 2007 | HC Davos | 1:3 | HC Pardubice | Vaillant Arena |

| Godzina: 15:00 | J. Kolník 48:13 (PP) |  | T. Rolinek 02:44 (EQ) M. Hlinka 21:32 (EQ) L. Pivko 51:46 (EQ) |  |

| 28 grudnia 2007 | Adler Mannheim | 1:6 | Saławat Jułajew Ufa | Vaillant Arena |

| Godzina: 20:15 | C. Forbes 00:35 (EQ) |  | M. Czernow 15:52 (PP) K. Kolcow 16:37 (EQ) A. Sidiakin 25:03 (PP) A. Kutiejkin 27:52 (EQ) A. Szkotow 44:27 (EQ) W. Proszkin 53:33 (PP) |  |

| 29 grudnia 2007 | Saławat Jułajew Ufa | 2:3 | Team Canada | Vaillant Arena |

| Godzina: 15:00 | A. Kutiejkin 13:16 (EQ) O. Twierdowskij 24:04 (PP) |  | Y. Sarault 14:19 (PP) S. Gamache 15:04 (PP) D. McTavish 47:07 (EQ) |  |

| 29 grudnia 2007 | HC Pardubice | 3:4 | Adler Mannheim | Vaillant Arena |

| Godzina: 20:15 | J. Cetkovský 13:34 (EQ) M. Klejna 18:54 (EQ) T. Rolinek 34:41 (SH) |  | R. Girard 26:29 (EQ) P. Schlager 28:23 (EQ) R. Fata 35:56 (EQ) E. Lewandowski 44:41 (PP) |  |

| 30 grudnia 2007 | Team Canada | 4:2 | Adler Mannheim | Vaillant Arena |

| Godzina: 15:00 | R. Keller 22:34 (PP) A. Benoit 31:40 (EQ) D. McTavish 44:19 (EQ) S. Gamache 49:00 (EQ) |  | C. Forbes 16:39 (PP) P. Trepanier 40:44 (EQ) |  |

| 30 grudnia 2007 | Saławat Jułajew Ufa | 5:6 | HC Davos | Vaillant Arena |

| Godzina: 20:15 | A. Pierieżogin 01:19 (EQ) R. Nurtdinow 06:00 (EQ) S. Czistow 08:57 (EQ) M. Czernow 53:37 (EQ) M. Blaťák 53:51 (EQ) |  | N. Naumenko 07:57 (EQ) J. Marha 22:55 (EQ) L. Burkhalter 35:54 (EQ) J. Marha 44:23 (SH) M. Riesen 45:27 (EQ) J. Marha 57:24 (PP) |  |

## Finał
| 31 grudnia 2007 | Team Canada | 2:1 | Saławat Jułajew Ufa | Vaillant Arena |

| Godzina: 12:00 | K. Law 26:07 (EQ) R. Keller 30:05 (EQ) | (0:0, 2:1, 0:0) | A. Pierieżogin 29:26 (PP) |  |

## Skład zdobywcy Pucharu Spenglera
Ostateczna kolejność
| Lp. | Drużyna             |
| --- | ------------------- |
| 1   | Team Canada         |
| 2   | Saławat Jułajew Ufa |
| 3   | Adler Mannheim      |
| 4   | HC Pardubice        |
| 5   | HC Davos            |

Skład zdobywcy Pucharu Spenglera – Teamu Canada.
Bramkarze:

Curtis Joseph, Wade Flaherty.
Obrońcy:

Shawn Heins, Yannick Tremblay, André Benoit, Danny Syvret, Curtis Murphy, Mark Giordano, Mike Siklenka, Richard Jackman.
Napastnicy:

Ryan Keller, Dale McTavish, Jeff Toms, Travis Green, Ramzi Abid, Jean-Pierre Vigier, Yves Sarault, Serge Aubin, Kirby Law, Hnat Domenichelli, Domenic Pittis, Marty Murray, Simon Gamache.